# Sức mạnh thiếu nữ

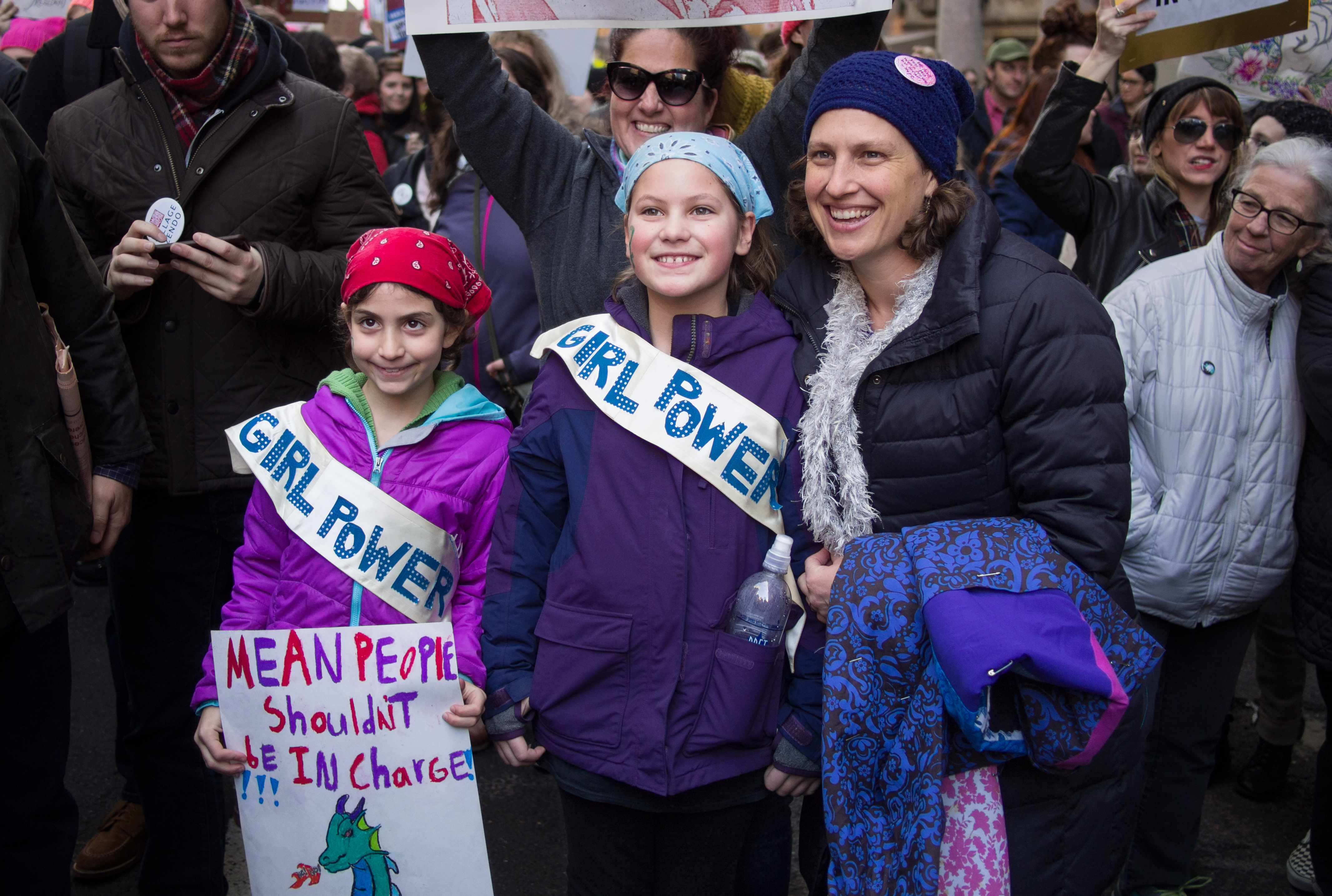
Tập trung diễn hành quyền nữ giới và trẻ em ở Mỹ

Sức mạnh thiếu nữ (tiếng Anh: girl power) là một khẩu hiệu dùng để cổ vũ và tôn vinh việc trao quyền, tính độc lập, tự tin và sức mạnh cho nữ giới. Việc phát minh ra câu khẩu hiệu này là nhờ công của ban nhạc punk rock Bikini Kill của Mỹ vốn tự phát hành cuốn tạp chí có tên gọi Bikini Kill #2: Girl Power vào năm 1991. Sau đó nó dần được phổ biến trên dòng văn hóa chính lưu nhờ công của nhóm nhạc nữ Anh Quốc Spice Girls ở giữa những năm 1990. Theo tạp chí Rolling Stone của Mỹ thì việc sử dụng cụm từ "sức mạnh thiếu nữ" (girl power) của nhóm Spice Girls là một trong những chuẩn mực văn hóa rõ ràng cấu tạo nên thế hệ Y (cuối 9x, đầu 2k).

## Danh mục sách tham khảo
- Early, Frances H.; Kennedy, Kathleen (2003). Athena's Daughters: Television's New Women Warriors. Syracuse, New York: Syracuse Univ. Press. ISBN 9780815629689. Preview.
- Evans Amanda and Tara Brabazon, "I'll never be your woman: the Spice Girls and new flavours of feminism." Social Alternatives 17#2 (1998): 39–42.
- Gateward, Frances; Pomerance, Murray, biên tập (2002). Sugar, Spice, and Everything Nice: Cinemas of Girlhood. Detroit: Wayne State University Press. ISBN 9780814329184. Preview.
- Helford, Elyce Rae (2000). Fantasy Girls: Gender in the New Universe of Science Fiction and Fantasy Television. Lanham, Maryland: Rowman & Littlefield. ISBN 9780847698356. Preview.
- Hopkins, Susan (2002). Girl Heroes: The New Force in Popular Culture. Australia: Pluto Press. ISBN 9781864031577
- Inness, Sherrie A., biên tập (2004). Action Chicks: New Images of Tough Women in Popular Culture. New York: Palgrave Macmillan. ISBN 9781403963963. Preview.
- Inness, Sherrie A. (1999). Tough Girls: Women Warriors and Wonder Women in Popular Culture. Pennsylvania, Philadelphia: University of Pennsylvania Press. ISBN 9780812234664.
- Inness, Sherrie A., biên tập (1997). Nancy Drew and company: culture, gender, and girls' series. Bowling Green, Ohio: Bowling Green State University Popular Press. ISBN 9780879727369. Preview.
- Karlyn, Kathleen Rowe (2003). "Scream, popular culture, and feminism's third wave: 'I'm Not My Mother'". Genders Journal: Presenting Innovative Work in the Arts, Humanities, and Social Sciences. Quyển 38. University of Colorado.
- Karras, Irene (tháng 3 năm 2002). "The third wave's final girl: Buffy the Vampire Slayer". Thirdspace: A Journal of Feminist Theory & Culture. Quyển 1 số 2. Simon Fraser University.
- Magoulick, Mary (tháng 10 năm 2006). "Frustrating female heroism: mixed messages in Xena, Nikita, and Buffy". The Journal of Popular Culture. Quyển 39 số 5. tr. 729–755. doi:10.1111/j.1540-5931.2006.00326.x.
- Phoenix, Ann; Nairn, Agnes; Griffin, Christine; Wickes, Patricia G.; Croghan, Rosaleen; Hunter, Janine (2006), "Girly girls, tomboys and micro-waving Barbie: child and youth consumption and the disavowal of femininity", trong Stevens, Lorna; Borgerson, Janet (biên tập), GCB - Gender and Consumer Behavior Volume 8, quyển GCB-08, Edinburgh, Scotland: Association for Consumer Research (ACR), tr. 6–21, Bản gốc lưu trữ ngày 8 tháng 10 năm 2015, truy cập ngày 20 tháng 7 năm 2022. Pdf. Lưu trữ ngày 5 tháng 5 năm 2024 tại Wayback Machine
- Tasker, Yvonne (2004). Action and Adventure Cinema. New York: Routledge. ISBN 9780415235075. Preview.